# دوايت هاولي
دوايت هاولي (بالإنجليزية: Dwight Hawley) هو سياسي أمريكي، ولد في 2 يوليو 1896 في الولايات المتحدة، وتوفي في 14 سبتمبر 1981 في واشنطن في الولايات المتحدة. حزبياً، نشط في الحزب الجمهوري. وقد انتخب عضو مجلس نواب واشنطن.